# Bałkańska liga językowa
Bałkańska liga językowa (także: liga bałkańska) – grupa języków bałkańskich, bliżej ze sobą niespokrewnionych, które wykształciły w procesie konwergencji pewne cechy wspólne.
Nie ma wśród językoznawców zgody co do liczby języków wchodzących w skład ligi bałkańskiej. Najogólniej rzecz biorąc, bez większych sprzeciwów zalicza się tutaj: język albański, bułgarski, rumuński, ze względu na to, iż te trzy języki posiadają pełną listę cech wspólnych. Z pewnymi niewielkimi uwagami zaliczany jest tu także język nowogrecki oraz południowo-wschodnie dialekty języka serbskiego, bliskie bułgarszczyźnie.
Duże zastrzeżenia, zwłaszcza językoznawców bułgarskich, budzi natomiast kwestia języka macedońskiego i jego stanowiska w lidze bałkańskiej. Rozpatrywany (głównie przez Bułgarów), jako skodyfikowany literacko dialekt języka bułgarskiego, bywa przez część językoznawców – i to już nie tylko bułgarskich – pomijany przy zestawianiu listy języków tworzących ligę bałkańską. Część językoznawców natomiast akcentuje fakt, iż to właśnie w języku macedońskim (literackim oraz w jego dialektach), ma miejsce największa koncentracja cech uznawanych za typowe dla ligi bałkańskiej.
Język turecki, choć używany na dużym obszarze Bałkanów, nie jest powszechnie uważany za język bałkański (podobnie literackie języki serbski, bośniacki czy chorwacki). Ze względu na silny wpływ języka tureckiego na języki bałkańskie nadaje mu się zwykle status „języka Bałkanów”.
Niektóre opracowania specjalistyczne zaliczają do ligi bałkańskiej języki: romski (bałkański), gagauski, arumuński (ujmowany jako odrębny język, a nie jako dialekt rumuńskiego) oraz język ladino (język Żydów bałkańskich).
Do ligi języków bałkańskich włącza się zwykle także tzw. języki paleobałkańskie, czyli języki, którymi posługiwali się mieszkańcy Półwyspu Bałkańskiego w przeszłości. Wymienia się tu języki:
- dacki,
- dalmacki,
- frygijski,
- iliryjski,
- tracki.

Do charakterystycznych cech języków ligi bałkańskiej zalicza się m.in.:
- analityczność – zanik deklinacji,
- zanik bezokolicznika,
- rodzajnik postpozycyjny (z wyjątkiem języka nowogreckiego),
- tworzenie czasu przyszłego za pomocą czasownika posiłkowego „chcieć”,
- liczne zapożyczenia leksykalne z języka greckiego i tureckiego.